# Мусірминське сільське поселення
Мусі́рминське сільське поселення (рос. Мусирминское сельское поселение) — муніципальне утворення у складі Урмарського району Чувашії, Росія. Адміністративний центр та єдиний населений пункт — село Мусірми.

## Населення
Населення — 1229 осіб (2019, 1404 у 2010, 1373 у 2002).